# خيار الشريك

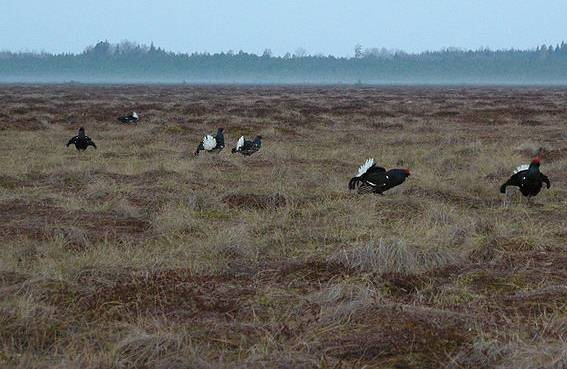
يُشاهَد خيار الشريك بكثرة في تزاوج اللِك (حيث يحتكر كل فرد من جماعة من الحيوانات حيّزاً من الأرض ليستعرض فيه، جاذباً الإناث للتزاوج)، فتجتمع مثلاً ذكور طيور الطهيوج الأسود في أرض سبخة، ومن ثم تصل الإناث وتشاهد الذكور قبل اختيار أحدهها..

يُعتبر خيار الشريك، أو الاصطفاء من الجنس الآخر (بين الجنسين)، عملية تطورية يعتمد فيها الاختيار على جاذبية خواص الأنماط الظاهرية للفرد، ويكون التغير التطوري ممكناً، لأن الكفاءات المرغوبة في الشريك تورّث بتواتر أكبر لكل جيل تالٍ عبر الزمن، على سبيل المثال، إذا فضّلت إناث الطاووس الذكور التي تحمل ريشاً مفعماً بالألوان، سيزداد تكرار هذه الصفة عبر الزمن، لأن هذا النوع من الذكور سيحقق نجاحا تناسليا أكبر.
يُعتبر خيار الشريك أحد مكونَي الاصطفاء الجنسي، إلى جانب اصطفاء الجنس الواحد (حيث يتنافس الفرد مع آخرين من جنسه لإغراء أفراد من الجنس الآخر)، ويعلو التنافس بين الأفراد المنتميين لجنس واحد في المنظومات التي تتضمن خيار الشريك، ويكون أفراد الجنس الآخر انتقائيين في اختيار شركائهم للتزاوج، وتوجد منافع مباشرة وغير مباشرة لهذه الصفة، وبالنسبة لمعظم الأنواع تكون الأنثى هي الانتقائية التي تختار شريكها من بين الذكور المتنافسة، [4] لكن توجد عدة أمثلة عن انقلاب هذا الدور، ومن المفضل أن يختار الفرد شريكاً متوافقاً من النوع ذاته، من أجل المحافظة على نجاح تكاثري، [8] وتتضمن العوامل الأخرى التي بإمكانها أن تؤثر على خيار الشريك وطأة العامل الممرض ومعقد التوافق النسيجي الكبير.

## الأصل والتاريخ
بدايةً قدّم تشارلز داروين أفكاره عن الاصطفاء الجنسي وخيار الشريك في كتابه «أصل الإنسان، والاصطفاء المتعلق بالجنس» عام 1871، وقد حيّرته الزخارف المفصّلة التي يمتلكها بعض الذكور، لأن سمات كهذه قد بدت حدّية للبقاء على قيد الحياة أو لترتّب عواقب سلبية على النجاح الكاثري، واقترح داروين تفسيرين لوجود هكذا سمات: إما لكونها مفيدة في نزاع الذكر مع الذكر الآخر، أو لأن الإناث تفضلها، علماً أن داروين قد تعامل مع الاصطفائين الطبيعي والجنسي كوضوعين مختلفين، بيد أن علماء الأحياء في ثلاثينيات القرن العشرين اعتبروا الاصطفاء الجنسي جزءاً من الطبيعي.
في عام 1915، كتب رونالد فيشر مقالة عن تطور تفضيلات الإناث والخواص الجنسية الثانوية، وبعد 15 سنة وسّع نظريته في كتاب عنوانه «النظرية الوراثية للاصطفاء الطبيعي»، حيث وصف حالة تؤدي فيها الانطباعات بين ما يفضله الشريك وصفة ما إلى خواص مفصّلة، كالذيل الطويل لذكر الطاووس.
وفي عام 1948، قدّم آنغس جون بايتمان، باستخدام ذبابة الفاكهة كنموذج، دليلاً تجريبياً على أن النجاح التكاثري للذكر محدود بعدد مرات التكاثر التي حققها، بينما يتحدد النجاح التكاثري الأنثوي بعدد المرات التي يمكن أن تحمل فيها الأنثى خلال فترة حياتها، وبالتالي يجب أن تكون الأخيرة انتقائية عند اختيارها لشريكها، لأن جودة نسلها تعتمد على ذلك، وبالتالي يجب أن تتعارك الذكور، على هيئة منافسة ضمن الجنس ذاته، للحصول على فرصة التزاوج، لأن الإناث لن تختارها جميعاً، وهو ما عُرف لاحقاً بمبدأ بايتمان، وعلى الرغم من القيمة الكبيرة لهذه النتائج وإغنائها لأبحاث داروين وفيشر، إلا أنها أُهملت لفترة، إلى أن أكّد جورج سي. ويليامز على أهميتها في ستينيات وسبعينيات القرن العشرين.
وفي عام 1972، حالما أنعش ويليامز نتائج بايتمان المذكورة، قدم روبيرت تريفرس نظرية الاستثمار الأبوي الخاصة به، فعرّف موضوع النظرية بأنه أيّ استثمار يقوم به الأبوان ويصب بمصلحة نسلهما الحالي على حساب استثمارهما في النسل القادم، ويشمل ذلك تكاليف إنتاج الأعراس، بالإضافة إلى إلى أي رعاية أو جهد مبذولين بعد ولادة أو فقس النسل.
وبإعادة صياغة أفكار بايتمان، جادل تريفرز بأن الجنس الذي يُبدي استثماراً أبوياً أقل من الآخر (ليس بالضرورة أن يكون الذكر)، سيتوجب عليه أن يتنافس على فرص التزاوج مع الجنس الآخر الذي يسثمر أكثر، وتولِّد اختلافات مستويات الاستثمار الأبوي حالةً تدعم الانحيازات التزاوجية.

## الآليات
في عام 2018 وُجدت 5 آليات تشرح كيفية تطور خيار الشريك عبر الزمن، وهي:
- فوائد الأنماط الظاهرية المباشرة
- الانحياز الحسي
- فرضية فيشر للاصطفاء الجامح
- الصفات المؤشرة
- التوافق الوراثي

وتوجّه الفوائد المباشرة و/أو غير المباشرة الانحيازات التزاوجية الموصوفة في كل آلية، ومن المحتمل أن يتزامن حدوث تلك الآليات معاً، رغم أن الأدوار النسبية لكل منها لم تُقيّم بما يكفي. 

### فوائد الأنماط الظاهرية المباشرة
يتلقى الأفراد الانتقائون فوائد مباشرة من شركئاهم، ما يؤدي إلى ارتفاع فوري بالخصوبية، أو عدد الأنسال الناتجة، وإذا عرض الجنس المنافس صفة زخرفية تشير على نحو موثوق إلى منفعة مباشرة ما، فإن اصطفاء الأقوى سيدعم التحيّز التزاوجي، ويفيد وجود تفضيلات للتزاوج في هذه الحالة، لأنه يؤثر بشكل مباشر على الصلاحية الإنجابية، وتنتشر الفوائد المباشرة بشكل واسع، وتؤمن الدراسات التجريبية أدلة على آلية التطور هذه.
ومن الأمثلة على الصفات المنتقاة جنسياً بآلية الفوائد المباشرة، الريش الزاهي لطير الكاردينال الشمالي، وهو طائر شائع في شرقي الولايات المتحدة الأمريكية، إذ يمتلك الذكر منه ريشاً أحمر بارزاً، بينما تكون ألوان الأنثى أكثر خفاءً، وفي هذا المثال تُعتبر الإناث الجنس الانتقائي، فستستخدم زهوّ ريش الذكور كمؤشر عند انتقاء الشريك، فتمت ملاحظة أن الذكور الحاملة لريش أكثر زهوّاً تُطعم الصغار بتكرار أكبر من نظيرتها التي تحمل ريشاً أبهت، وترفع هذه العناية الزائدة بالصغار بعض العبء عن الأم، حتى تتمكن من تنشئة ذرية أكبر.

### الانحياز الحسي
تنص فرضية الانحياز الحسي على أن تفضيل صفة ما يتطور بسياق غير تكاثري، ومن ثم يوظفّه أحد الجنسين من أجل الحصول على فرص أكبر في التزاوج، ويطوّر الجنس التنافسي ذاك صفات تستغل وجود انحياز مسبق لدى الجنس الآخر الانتقائي، ويُعتقد بأن هذه الآلية تفسر الفروق الجديرة بالملاحظة في الصفات بين أنواع ذات نسابة قريبة، لأنها توّلد تباعداً في أنظمة الإشعار، ما يؤدي إلى العزلة الإنجابية.
وقد توضَّح الاستغلال (الانحياز) الحسي في حالة أسماك الجوبي على سبيل المثال، والتي تعيش في الماء العذب ويعود منشؤها لترينيداد وتوباغو، ففي نظام تزاوجها، تفضّل الإناث التزاوج مع الذكور التي يشغل اللون البرتقالي حيّزاً أكبر من أجسامها، علماً أن كلا الجنسين يفضلان عموماً الأجسام البرتقالية الحيوية خارج سياق التزاوج، ما يَقترح أن هذا التفضيل قد تطور بالأصل في منحىً آخر، كالاستيلاء على الطعام مثلاً.

### فرضيتا الاصطفاء الجامح الفيشري والابن الجذاب
تشير هاتان الفرضيتان إلى اصطفاء مزدوج تكون بموجبه الأنثى منجذبة، والذكر جذّاباً، وهو ما قد يؤدي إلى تطور مشترك معزز للذات، وإذا كان الاصطفاء الجامح قوياً بما يكفي، فإنه قد يتكبد نتائج معتبرة، كالانكشاف المتزايد للمفترسين، والطاقات التي يجب أن تُبذل للحفاظ على التعبير الكامل عن الصفة المميزة، ولكن هذا النموذج لا يتوقع حدوث منفعة وراثية، وإنما تتمثل المكافأة فيه بفرص أكبر للتزاوج.

### الصفات المؤشرة
تعكس الصفات المؤشرة جودة جيدة إجمالياً للفرد، ويجب أن تشير الصفات التي تُعتبر جذّابة إلى كفاءة وراثية واسعة بشكل موثوق، من أجل أن يفضّلها الاصطفاء وأن تتطور التفضيلات، ويُعد ذلك مثالاً على الفوائد الوراثية غير المباشرة التي يتلقاها الجنس الانتقائي، لأن التزاوج مع هكذا أفراد سينتج نسلاً عالي الجودة، وتنقسم فرضية الصفات المؤشرة إلى مواضيع فرعية متعلقة ببعضها كثيراً، وهي نظرية التعويق للاصطفاء الجنسي، وفرضية الجينات الجيدة، وفرضية هاملتون-زوك.
يقيّم البشر أهمية صفات معينة بشكل مختلف عند الدلالة على شركائهم أو عموماً الشركاء النموذجيين الذين يبقون لأمد طويل، وتقترح أبحاث أن النساء يعتبرن الصفات التي تشير إلى الصلاحية الوراثية أكثر أهمية بالنسبة لشركائهن الخاصّين، بينما يعطين الأولوية للصفات التي تؤمن فوائد للآخرين فيما يتعلق بالشريك المثالي لأخواتهن.
وتعتمد الصفات المؤشرة على الحالة والظروف، وتترافق مع تكاليف ينبغي تحملها، لذلك من المفترض أن الأفراد الذين يستطيعون التعامل معها بشكل جيد سيكونون مرغوبين من قِبل الجنس الانتقائي، بسبب جودتهم الوراثية المتفوقة، وهو ما يُعرف بنظرية التعويق للاصطفاء الجنسي.
بينما تشير فرضية الجينات الجيدة إلى أن الجنس الانتقائي سيتزاوج مع الأفراد الذين يمتلكون صفات تعبّر عن الجودة الوراثية الإجمالية، فيكتسب بذلك ميزة تطورية لنسله من خلال الفوائد غير المباشرة.
أما فرضية هاملتون-زوك فتطرح فكرة أن الزخارف الجنسية تُعتبر مؤشرات على مقاومة الطفيليات والأمراض، ولاختبار هذه الفرضية تمت عدوى ذكور دجاجة الأدغال الحمراء بديدان اسطوانية طفيلية، ومن ثم مراقبة تغيرات النمو والتطور لديها، كما جرى تقييم تفضيلات الإناث، فوجد الباحثون أن تلك الطفيليات قد أثرت على تطور الصفات الزخرفية ومنظرها النهائي، وأن الإناث فضّلت الذكور غير المصابة، وهو ما يدعم فكرة كون الطفيليات عاملاً مهماً في الاصطفاء الجنسي وخيار الشريك.

### التوافق الوراثي
يشير التوافق الوراثي إلى مدى جودة أداء جينات الأبوين مع بعضها لدى نسلهما، فقد يؤدي اختيار شركاء متوافقين وراثياً إلى نسل صالح بالشكل الأمثل، غير أن معقد التوافق النسيجي الكبير محدود بصفات معيّنة نتيجة التداخلات الجينية المعقدة (مثل معقد التوافق النسيجي الكبير لدى البشر والفئرٍان)، فينبغي أن يعرف الجنس الانتقائي النمط الوراثي الخاص به وبشركائه المحتملين، وذلك من أجل اختيار الشريك المناسب، وهو ما يجعل اختبار مكونات التوافق الجيني صعباً ومثيراً للجدل.
وتقترح تجربة جدلية لكن معروفة جيداً أن إناث البشر يستخدمن رائحة الجسم كمؤشر على التوافق الوراثي، إذ أُعطيت مجموعة من الرجال في هذه الدراسة قمصاناً عادية ليرتدوها أثناء النوم لليلتين، حتى يؤمّنوا عينات من الرائحة، ومن ثم طَلب من فتيات جامعيات أن يقيّمن روائح عدة رجال تشابهنَ مع بعضهم بجينات معقد التوافق النسيجي الكبير واختلفن مع البعض الآخر، علماً أن هذه الجينات ترمّز للمستقبلات التي تتعرف على العوامل الممرضة الغريبة عن الجسم حتى يتمكن الجهاز المناعي من الاستجابة والقضاء عليها.
وبما أن كل جينة مختلفة في معقد التوافق النسيجي الكبير ترمّز لنوع مختلف من المستقبلات، من المتوقع أن تستفيد الإناث من التزاوج مع ذكور تخالفها بالجينات، فذلك سيضمن مقاومة أفضل للنسل تجاه الطفيليات والأمراض، فوجد الباحثون أن الفتيات أعطين تقييماً أعلى للروائح إذا كانت جينات أصحابها الذكور أكثر اختلافاً عن جيناتهن، وبالتالي توصّلوا إلى أن الروائح تتأثر بمعقد التوافق النسيجي الكبير، وتؤثر بدورها على خيار الشريك لدى البشر حالياً.
وبشكل مشابه لتجربة تقييم الروائح لدى البشر، تختار الحيوانات شركاءها أيضاً بناء على التوافق النسيجي، كما أشار تقييمها لرائحة أجسام الشركاء المحتملين، وتقدّر بعض الحيوانات، كالفئران، توافق شركائها وراثياً بناء على رائحة بولهم.
وقد يترابط تنوع معقد التوافق النسيجي الكبير مع التعبير عن جيناته، وطالما يتواجد محتوىً قابل للتوريث في نماذج التعبير عن صفة ما، سيتمكن الاصطفاء الطبيعي من التأثير على تلك الصفة، لذلك قد يساهم التعبير الجيني عن المعقد المذكور في عمليات الاصطفاء الطبيعي لبعض الأنواع وبالتالي يكون مرتبطاً بالتطور.

## انقلاب الدور الجنسي لدى الحيوانات
تُعد الإناث الجنس الانتقائي عادةً في الأنواع التي يوجد فيها انحيازات تزاوجية، لأنها تؤمن استثماراً أبوياً أعظم من الذكور، ولكن توجد بعض الأمثلة عن انقلابات في الدور الجنسي يتوجب فيها على الإناث أن تتنافس مع بعضها للحصول على فرص التكاثر مع الذكور، وتبدي الأنواع التي تقدّم رعاية أبوية بعد ولادة أنسالها قدرة التغلب على الاختلافات الجنسية في الاستثمار الأبوي (أي مقدار الطاقة التي يساهم بها كل من الوالدين في النسل الواحد)، وتؤدي إلى انقلاب الأدوار الجنسية، وفي ما يلي بعض الأمثلة عن خيار الشريك المذكّر (أي انقلاب الدور الجنسي) عبر عدة أصانيف:
- الأسماك: تبدي ذكور الأسماك عادةً مستويات عالية من الرعاية الأبوية، وذلك لأن الأنثى ستودع بيوضها في جيب حاضن يمتلكه الذكر، ولا تشارك في الرعاية الأبوية بعد ذلك، فيقع عبء تنشئة النسل على عاتق الذكر بمفرده، ما يتطلب جهداً ووقتاً، ولذلك يجب أن تختار ذكور تلك الأنواع من بين الإناث المتنافسة على فرص التزاوج، ولكن قد لا تكون الرعاية الأبوية السبب الوحيد وراء انقلاب الدور الجنسي، وإنما قد تؤثر أنظمة التزاوج (كالشراكة الأحادية أو تعدد الشركاء) بشكل كبير على مظهر خيار الشريك الذكر.[27]
- البرمائيات: تلتزم ذكور ضفدع السهم السام بدور أبوي نشط جداً، فتجذب الإناث إلى مواقع مناسبة لوضع البيوض، ومن ثم يلقح الذكر تلك البيوض ويحمل على عاتقه مهمة الدفاع عن الصغار وحمايتهم حتى يستقلّوا بأنفسهم، أي نظراً لمساهمة الذكر بمستوىً استثماري أبوي أعلى، يجب أن تتنافس الإناث على فرص وضع البيوض مع توفر عدد محدود من الذكور لرعايتها.[28]
- الطيور: يرعى كلا الأبوان صغارهما في أنواع الطيور عادةً، أو قد يعود هذا الدور إلى الأم فقط، كما لدى ديك الصخر الغياني، ولكن قد يحصل انقلاب في الدور الجنسي أيضاً، فمثلاً تؤمن ذكور الجاكانا الضافرة كل الرعاية الأبوية بعد أن تضع الإناث البيوض، ما يعني أن على الذكور حضن تلك البيوض والدفاع عن العش لفترة مطوّلة من الزمن، فنظراً لهذا الاستثمار الأكبر للوقت والجهد في النسل، يشتد تنافس الإناث على أحقية وضع البيوض في عش مبني مسبقاً.[29]
- الثديات: لا توجد حالات مثبتة لانقلاب الدور الجنسي لدى الثديات، ولكن تمتلك إناث الضبع الرقطاء بنية تشريحية وسلوكاً متميزين جذبا الكثير من الانتباه، إذ تُعتبر هذه الإناث أكثر عدائية من الذكور، نظراً لتواجد مستويات عالية من الأندروجينات أثناء تطورها، تساهم بدورها في نشوء قضيب كاذب كبير يشارك في عمليتي التزاوج والولادة،[30] ولكن على الرغم من انحراف الدورين التشريحي والسلوكي عن المعايير المقبولة، إلا أن الضباع الرقطاء ليست مقلوبة الدور الجنسي، لأن الإناث لا تتنافس مع بعضها للحصول على شريك.[31]